# CK Carinae

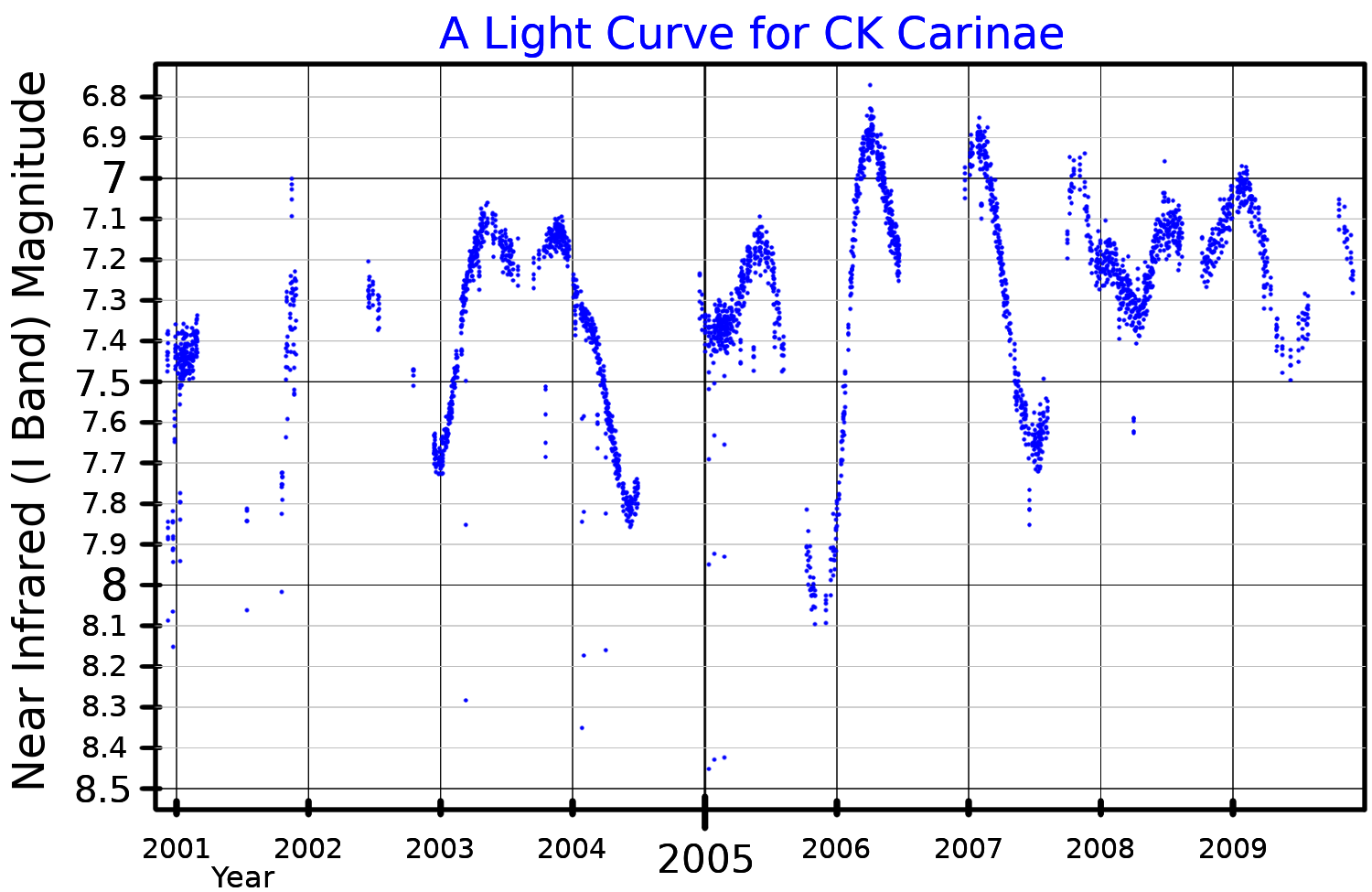
Curva de luz de CK Carinae

CK Carinae (CK Car / HD 90382 / SAO 238038) es una estrella variable en la constelación de Carina, la quilla del Argo Navis. De magnitud aparente media +7,59, es miembro de la asociación estelar Carina OB1-D, por lo que se puede estimar su distancia en unos 2200 pársecs o 7100 años luz.
CK Carinae es una supergigante roja de tipo espectral M3Iab con una temperatura efectiva de 3550 K.
Es una estrella de enorme tamaño, cuyo radio es 1060 veces más grande que el radio solar. Su radio equivale a 4,9 UA, lo que supone que si se hallase en el lugar del Sol, su superficie llegaría casi hasta la órbita de Júpiter, quedando la Tierra englobada en el interior de la estrella. No obstante, es superada en tamaño por otras estrellas como VY Canis Majoris, μ Cephei o VV Cephei, consideradas las estrellas más grandes de la Vía Láctea. En consecuencia, CK Carinae es también una estrella muy luminosa, siendo su luminosidad 170 000 veces mayor que la del Sol.
Catalogada como una estrella variable semirregular SRC, el brillo de CK Carinae varía entre magnitud +7,2 y +8,5 con un período aproximado de 525 días.